# Furacão Nicole (2022)
O furacão Nicole foi um furacão extenso de categoria 1 de final de temporada em novembro de 2022. A décima quarta tempestade nomeada e oitavo furacão da temporada de furacões no Atlântico de 2022, Nicole formou-se como um ciclone subtropical em 7 de novembro, de uma área não tropical de baixa pressão perto das Grandes Antilhas, e fez a transição para um ciclone tropical no dia seguinte. Então, seguindo um caminho semelhante ao do furacão Dorian três anos antes, Nicole atingiu a costa em 9 de novembro, nas Grande Ábaco e em Grande Bahama nas Bahamas, onde se fortaleceu em um furacão de categoria 1. Em 10 de novembro, atingiu a costa duas vezes na Flórida, ao sul de Vero Beach e depois a noroeste de Cedar Key, depois de emergir brevemente sobre o Golfo do México. Nicole então enfraqueceu para uma depressão enquanto se movia sobre o Panhandle da Flórida e fez a transição para um ciclone extratropical em 11 de novembro, antes de se dissipar no norte da Nova Inglaterra no dia seguinte.
Nicole se tornou apenas o terceiro furacão de novembro registrado a atingir a Flórida, junto com o furacão Yankee de 1935 e o furacão Kate em 1985. Nicole cruzou a mesma região da Flórida devastada seis semanas antes pelo furacão Ian, e foi o primeiro furacão a atingir a costa leste da Flórida desde o Katrina em 2005. Apesar de ser relativamente fraco, o grande tamanho de Nicole produziu fortes chuvas e ventos fortes nas Grandes Antilhas, nas Bahamas e na Flórida, interrompendo o fornecimento de energia e causando danos significativos em muitas áreas. Dias de forte fluxo de vento on-shore na costa leste da Flórida produziram erosão severa nas praias, especialmente nos condados de Volusia, St. Johns e Flagler. Onze mortes no total foram relacionadas à tempestade, seis na República Dominicana e cinco na Flórida.

## História meteorológica
Em 4 de novembro, o Centro Nacional de Furacões (NHC) começou a monitorar o nordeste do Mar do Caribe e o sudoeste do Oceano Atlântico, onde se esperava que um grande sistema não tropical de baixa pressão se desenvolvesse dentro de alguns dias. Em 5 de novembro, uma área de baixa pressão produzindo chuvas desorganizadas e tempestades se desenvolveu ao norte de Porto Rico. Beneficiando-se do influxo de ar tropical úmido do Mar do Caribe e temperatura da superfície do mar muito quente de 28 °C (83 °F), a perturbação logo exibiu algumas características subtropicais, e gradualmente se tornou mais bem organizada. Essa tendência continuou no dia seguinte, com um centro de circulação suficientemente bem definido se desenvolvendo, convecção profunda aumentando e uma faixa de ventos com velocidades atingindo 72 km/h (45 mph) ocorrendo a leste do centro. Como resultado, o distúrbio foi classificado como tempestade subtropical Nicole às 09:00 UTC em 7 de novembro, enquanto localizado cerca de 893 km (555 mi) a leste do nordeste das Bahamas. Na manhã seguinte, a convecção do núcleo interno do sistema melhorou e o raio de seus ventos máximos se contraiu, indicando que Nicole havia se transformado em um ciclone tropical. Às 16:55 UTC em 9 de novembro, Nicole pousou em Marsh Harbour, na Ilha Grande Ábaco, com ventos sustentados de 110 km/h (70 mph). Várias horas depois, a tempestade se fortaleceu em um furacão de categoria 1 ao mesmo tempo em que atingiu a costa da Grande Bahama com ventos sustentados de 121 km/h (75 mph). Às 08:00 UTC na manhã seguinte, Nicole atingiu a costa na Ilha North Hutchinson, ao sul de Vero Beach, Flórida, com 121 km/h (75 mph) ventos. Nicole então enfraqueceu para uma tempestade tropical no interior, enquanto se movia pelo estado, embora permanecesse bem organizada, com ventos com força de tempestade tropical estendendo-se por 555 km a nordeste de seu centro. Como resultado, chuvas fortes caíram no centro e norte da Flórida e sudeste da Geórgia. Mais tarde naquele dia, seu centro emergiu brevemente sobre o Golfo do México, ao norte de Tampa, antes de se mover novamente para a costa a noroeste de Cedar Key, na região de Big Bend, na Flórida. No interior, a tempestade enfraqueceu para uma depressão, conforme se movia para o sudoeste da Geórgia. Mais tarde, na tarde de 11 de novembro, Nicole fez a transição para um ciclone pós-tropical enquanto estava sobre a Virgínia Ocidental. Então, depois de passar pelo nordeste dos Estados Unidos, os remanescentes se dissiparam no dia seguinte na costa leste.

## Preparações

### Bahamas
Após o desenvolvimento de Nicole, o Governo das Bahamas emitiu um alerta de tempestade tropical às 09:00 UTC em 7 de novembro, para o noroeste das Bahamas. Isso foi alterado para um alerta de furacão três horas depois. Então, às 21:00 UTC, um alerta de furacão foi emitido para o noroeste das Bahamas, incluindo Ábacos, Berry Islands, Bimini e Ilha Grande Bahama. Um alerta de tempestade tropical também foi emitido para Ilha de Andros, Nova Providência e Eleuthera. A partir das 09:00 UTC de 10 de novembro, todos os alertas foram descontinuados para o noroeste das Bahamas.
Abrigos temporários foram abertos em vários locais na Grande Bahama e nas Ilhas Ábaco. Várias centenas de pessoas se refugiaram neles quando a tempestade se aproximou.

### Estados Unidos

Furacão Nicole se aproximando e atingindo a costa leste da Flórida em 10 de novembro

A Amtrak cancelou ou modificou seus serviços Auto Train, Silver Meteor e Silver Star entre 8 e 11 de novembro.

#### Flórida
O governador da Flórida, Ron DeSantis, declarou estado de emergência em 7 de novembro, abrangendo 34 condados, incluindo Miami-Dade, Broward e Palm Beach. O presidente Joe Biden declarou estado de emergência na Flórida em 9 de novembro, e ordenou que a assistência federal fosse fornecida aos governos estaduais, tribais e locais para aliviar os impactos da tempestade que se aproximava. Os alertas de tempestades tropicais e furacões, bem como os avisos, estavam em vigor para a parte sul da Flórida, bem como os avisos de tempestades.
Várias escolas foram fechadas em vários condados, Vários parques temáticos da Flórida Central, como o SeaWorld Orlando e o Busch Gardens Tampa Bay, anunciaram que seriam fechados em 10 de novembro, devido à tempestade; O Universal Orlando e o Walt Disney World expressaram a esperança de poder abrir em algum momento durante o dia. A data de início de 10 de novembro do torneio de golfe Pelican Women's Championship em Belleair (oeste de Tampa), foi adiada devido à aproximação da tempestade, e o evento foi reduzido para 54 buracos. Um desfile do Dia dos Veteranos foi cancelado em Jacksonville, assim como uma cerimônia no condado de Hillsborough. Funcionários do Centro Espacial Kennedy atrasaram o lançamento do Artemis 1 da NASA em dois dias, até 16 de novembro. O foguete permaneceu na plataforma de lançamento durante a tempestade.
Os principais aeroportos da região: Palm Beach, Daytona Beach e Orlando, suspenderam as operações enquanto Nicole passava. Além disso, as autoridades locais emitiram ordens de evacuação obrigatória para residentes de ilhas-barreira, áreas baixas e casas móveis.

#### Estados vizinhos
Alertas de tempestades e tempestades tropicais foram emitidos para a costa da Geórgia do Sul. Além disso, vários sistemas escolares na Geórgia do Sul fecharam suas escolas. Alertas de tempestade tropical e avisos foram emitidos para a costa da Carolina do Sul. Avisos de inundação costeira foram emitidos com antecedência. Avisos de mau tempo e alertas de enchentes foram emitidos para vários condados da Carolina do Norte. Além disso, o Hersheypark no centro-sul da Pensilvânia fechou em 11 de novembro em preparação para a tempestade.

## Impacto
| País                 | Mortes | Danos ( USD ) |
| -------------------- | ------ | ------------- |
| Bahamas              | 0      | Desconhecido  |
| Estados Unidos       | 5      | >$ 1 bilhão   |
| República Dominicana | 6      | Desconhecido  |
| Total: 0             | 11     | >$ 1 bilhão   |

### Pequenas Antilhas
A perturbação precursora de Nicole trouxe fortes chuvas para várias ilhas das Pequenas Antilhas, causando inundações e deslizamentos de terra. Os afetados foram Dominica, Santa Lúcia, e Guadalupe, ainda se recuperando da passagem do furacão Fiona em meados de setembro. Antígua e Barbuda, Saint Kitts e Nevis e as Ilhas Virgens Britânicas também observaram chuvas fortees. Nenhum grande dano causado pela tempestade ou perda de vidas foi relatado.

### Grandes Antilhas
Chuvas torrenciais de 100–200 mm cairam em Porto Rico de 4 a 6 de novembro. Totais de chuva semelhantes foram relatados na República Dominicana. Algumas localidades da capital, São Domingos, receberam até 232 milímetros; pelo menos seis pessoas foram mortas pela tempestade. Além disso, várias centenas de casas foram danificadas e o setor agrícola do país foi afetado negativamente.

### Bahamas
Inundações e tempestades inundaram Grande Bahama, Grande Ábaco e Nova Providência, entre outras ilhas. Além disso, árvores caídas e falta de energia foram relatados no noroeste das Bahamas. Uma maré de tempestade de quase 1,2 m foi relatado perto de Treasure Cay na Grandet àbaco. Ondas relacionadas à maré inundaram algumas partes de Nassau, em Nova Providência. Não houve relatos de ferimentos graves ou mortes como resultado da tempestade nas Bahamas.

### Estados Unidos

#### Flórida
Nicole trouxe grandes inundações para a costa leste da Flórida. Quase 50 condomínios costeiros, residências unifamiliares e hotéis no condado de Volusia, anteriormente danificados pelo furacão Ian seis semanas antes, desabaram ou correm o risco de desabar devido à forte erosão da praia causada pelas duas tempestades. Além disso, no Condado de St. Johns, o oceano agitado danificou 9,7 a 11,3 km de trecho da State Road A1A e partes alagadas de Saint Augustine. Danos significativos ao A1A também ocorreram no condado vizinho de Flagler. Uma estimativa de custo inicial de danos à propriedade nos condados de Volusia e Flagler combinados excede $ 500 milhões. Na manhã de 10 de novembro, o nível da água do oceano em Jacksonville era de 1,09 m acima da praia-mar, superando o recorde de 0,98 m estabelecido pelo furacão Matthew em 2016.
Houve cinco mortes na Flórida como resultado de Nicole. Duas pessoas foram mortas depois de serem eletrocutadas por linhas de energia caídas em Conway. Duas pessoas morreram em um acidente na Turnpike, na Flórida. Outra pessoa foi encontrada morta em Cocoa em um iate.

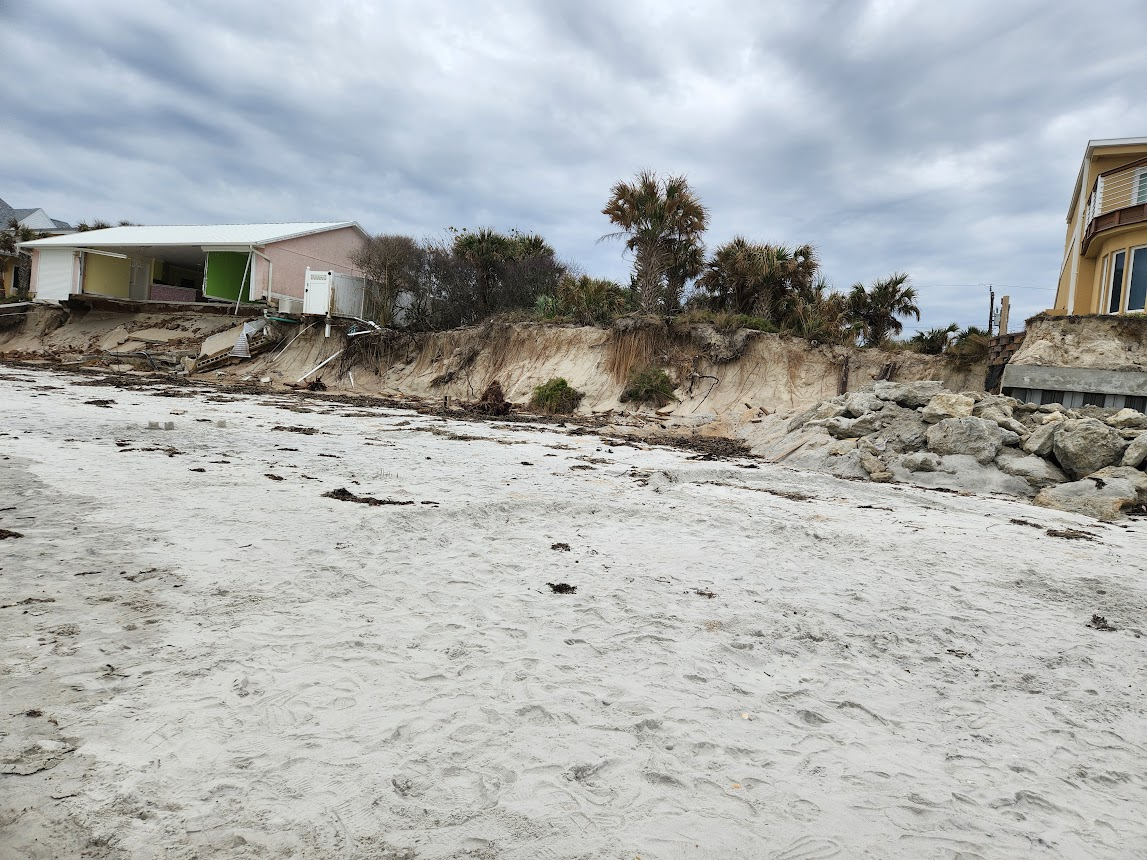
Restos de dunas e uma casa ao sul de New Smyrna Beach, Flórida, semanas após o furacão.

Ventos próximos à força do furacão foram registrados em várias estações meteorológicas quando Nicole desembarcou, incluindo 121 km/h (75 mph) em Port St. John e 116 km/h (72 mph) em Melbourne; no interior, uma rajada de vento de 106 km/h (66 mph) foi registrado em Orlando. A maior rajada de vento, 160 km/h (100 mph), foi gravado no Complexo de Lançamento 39B do Centro Espacial Kennedy, onde Artemis 1 estava no bloco. O foguete sofreu pequenos danos, mas foi liberado para lançamento pela NASA após os reparos e foi lançado com sucesso em 16 de novembro.
Restos humanos no que se acredita ser um local de enterro de nativos americanos na Ilha de South Hutchinson foram desenterrados pela erosão da tempestade, perto do ponto de desembarque. Anteriormente, os furacões Dorian, em 2019, e Sandy, em 2012, desenterraram ossos centenários de nativos americanos naquela mesma área geral.
Grande parte da Flórida experimentou chuvas fortes, rajadas de vento e falta de energia enquanto Nicole atravessava o estado. Mais de 300.000 residências e empresas ficaram sem energia em todo o estado.

#### Outros estados
Nicole causou fortes chuvas e rajadas de vento em toda a costa leste dos Estados Unidos. Na Geórgia do Sul, 2.700 clientes ficaram sem energia. Inundações causadas por tempestades foram relatadas no extremo norte de Charleston, Carolina do Sul.
Partes da Carolina do Norte e da Virgínia estavam sob vigilância de um tornado em 11 de novembro; dois tornados EF0 de curta duração foram confirmados perto de Tignor e Dinwiddie, Virgínia, com danos limitados a árvores, dependências e equipamentos agrícolas. Uma chuva encharcada caiu sobre as montanhas da Carolina do Norte: o total mais alto foi 213 mm perto do Mount Mitchell State Park.
Em 11 de novembro, 60 mm de chuva caiu em Pittsburgh, Pensilvânia, estabelecendo um novo recorde para aquele dia. Em Youngstown, Ohio, 59 mm de chuva caiu; foi o dia mais chuvoso do ano na cidade. Partes da Interestadual 81 na Pensilvânia fecharam brevemente devido a inundações. Na área metropolitana de Nova Iorque, 900 clientes ficaram sem energia devido aos ventos e chuvas remanescentes de Nicole.